# Bogumil
Bogumil o Bohumil es un nombre propio masculino de origen eslavo. Su significado es "amar a Dios". Forma femenina: Bogumila, Bohumila.

## Formas
- Búlgaro: Bogomil.
- Checo, Slovako: Bohumil.
- Polaco: Bogumił

## PersonaS
- Bohumil Hrabal, novelista checo
- Bohumil Kubišta, pintor checo
- Bogumil Schütz, botánico alemán
- Bohumil Tomášek, exjugador checo de baloncesto
- Bohumil Zavadil, lingüista romanista e hispanista checo